# Châteaubernard
Châteaubernard is een gemeente in het Franse departement Charente (regio Nouvelle-Aquitaine). De plaats maakt deel uit van het arrondissement Cognac. Châteaubernard telde op 1 januari 2022 3.793 inwoners.

## Geografie
De oppervlakte van Châteaubernard bedraagt 13,31 km², de bevolkingsdichtheid is 281 inwoners per km² (per 1 januari 2019).
De onderstaande kaart toont de ligging van Châteaubernard met de belangrijkste infrastructuur en aangrenzende gemeenten.

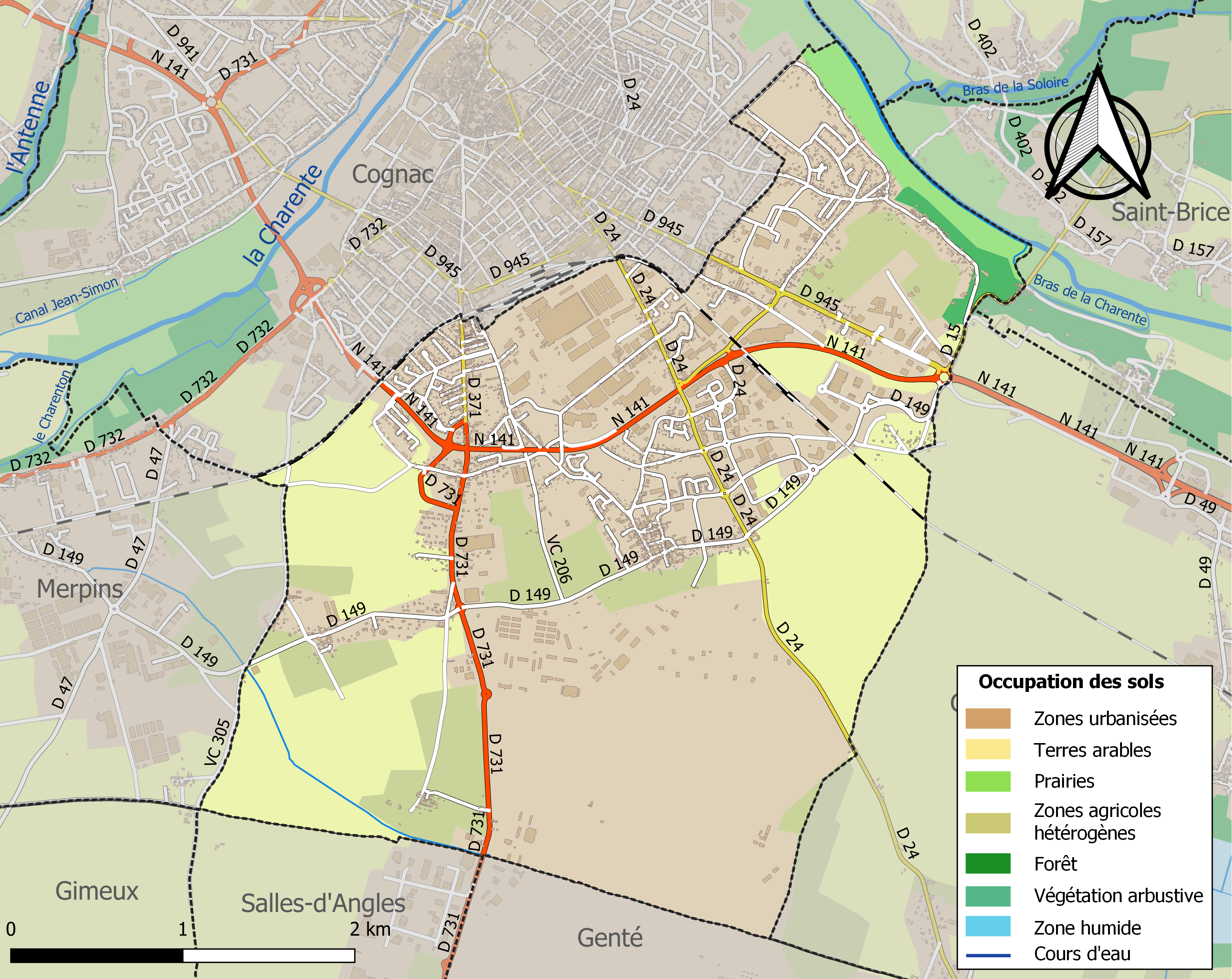

## Demografie
Onderstaande figuur toont het verloop van het inwonertal (bron: INSEE-tellingen).